# Farádi László
Farádi László, születési és 1946-ig használt nevén Reichenfeld László (Győr, 1909. január 31. – Budapest, 1993. május 20.) belgyógyász, radiológus, egyetemi tanár, vezérőrnagy, az orvostudomány kandidátusa (1952), doktora (1966).

## Életpályája
Középiskolai tanulmányait a Győri Magyar Királyi Állami Révai Miklós Reáliskolában végezte, ahol 1926-ben jeles eredménnyel érettségizett. Az év szeptemberében beiratkozott a Bécsi Egyetem Orvostudományi Karára, ahol hat szemesztert tanult, majd a pécsi Erzsébet Tudományegyetemen 1933-ban szerzett általános orvosi oklevelet. Első munkahelyén a pécsi Erzsébet Tudományegyetem Belgyógyászati Klinikáján gyakornok, majd tanársegéd volt. 1938-ban letette a belgyógyász szakorvosi vizsgát. 1934–1935-ben a Magyar Izraelita Egyetemi és Főiskolai Hallgatók Országos Egyesület Pécsi Dunántúli Csoportjának elnöke volt. 1939. augusztus 4-én házasságot kötött Schachtitz Olga orvosnővel.
A második világháború alatt zsidó származása miatt berendelték munkaszolgálatra; 1940-ben rövid időt Szigetváron töltött, majd Ángyán János közbenjárásával a győri kórházba került. 1944-ben a győri transzporttal az auschwitzi koncentrációs táborba deportálták, ahonnan később Mauthausenbe vitték. A felszabadulást követően visszament Pécsre, s részt vett az orvosok pártszervezetében; tagja lett a Magyar Kommunista Pártnak és 1948-ig az egyetemi pártszervezet titkára volt. Korábbi munkahelyén egyetemi tanársegéd, 1948-tól intézeti tanár, az egyetemen a belgyógyászati diagnosztikai előadója volt. 1946 novemberében feleségül vette Kiss Renéet. 1947-ben a Pécsi Tudományegyetemen A szív és erek betegségei című tárgykörből egyetemi magántanári képesítést nyert. 1950-ben alezredesi rendfokozatban a Magyar Néphadsereg Központi Katonai Kórház Belgyógyászati Osztályának osztályvezető főorvosa lett, a következő évtől 1957-ig a néphadsereg ezredesi rendfokozatú főbelgyógyásza, 1958-tól a Magyar Néphadsereg vezérőrnagyi rangú egészségügyi csoportfőnöke. Miután 1968-ban leszerelt, kinevezték az egészségügyi miniszter első helyettesévé. Beosztásából 1973-ban felmentették, az Orvostovábbképző Intézet tanszékvezető egyetemi tanára és rektora lett, 1978-től nyugdíjas tanácsadó. 1970 és 1973 között az ENSZ Egészségügyi Világszervezet orvos-továbbképzési szaktanácsadója volt. Elvégezte a Marxizmus-Leninizmus Esti Egyetemet. 1957 és 1968 között a Honvédorvos felelős szerkesztője volt.
A Farkasréti temetőben nyugszik.

## Művei
- Elektrokardiographiai tapasztalatok rheumás megbetegedésekben. (Orvosi Hetilap, 1936, 51–52.)
- Paroxysmusos kamrai tachycardia esete. (Orvosi Hetilap, 1938, 50.)
- Miliaris gümőkór és szívizomtuberculosis. (Orvosi Hetilap, 1939, 47.)
- Orvosi megfigyelések német koncentrációs táborokban. (Orvosok Lapja, 1945, 8.)
- Az elektrokardiogramm típusváltozásának értékelése. (Orvosok Lapja, 1947, 48.)
- A hyperthyreosis methylthiouracil- és aminothiazol-kezeléséről. Andik Istvánnal, Farkas Istvánnal. (Orvosok Lapja, 1948, 7.)
- Aneurysma a szív bal kamrájának hátsó falán. Kardos Józseffel. (Orvosok Lapja, 1948, 23.)
- Balneotherapiás és fizikotherápiás eljárások nem rheumás belbetegségekben. (Orvosi Hetilap, 1950, 36.)
- A klasszikus medicina jelentősége a honvédorvosi gyakorlatban. Trencséni Tiborral. (Honvédorvos, 1951, 5.)
- A tüdőverőér embóliájával kapcsolatos EKG-eltérések. Szabó Zoltánnal. (Orvosi Hetilap, 1951, 6.)
- A tábori belgyógyászat feladatai. (Honvédorvos, 1951, 6.)
- Sztálin elvtárs születésnapja, a világ dolgozóinak nagy ünnepe. (Honvédorvos, 1951, 12.)
- A pavlovi tanítás alapjai. (Honvédorvos, 1952, 1.)
- A dysentéria-kérdés állása Magyarországon. (Katonaorvosi Szemle, 1953, 6.)
- A dialektikus materializmus a gyakorlati orvosi tevékenységben. (Katonaorvosi Szemle, 1953, 7–10.)
- Szíváttétet okozó lymphosarcomatosis élőben kórismézett esete. Gréczi Melindával. (Orvosi Hetilap, 1954, 52.)
- Sérülések belgyógyászati vonatkozásai. (Orvosi Hetilap, 1955, 41.)
- Adatok a hypertonia-betegség korai szakának megítéléséhez. Juhász Pállal, Egedy Sándorral. (Magyar Belorvosi Archivum, 1957, 4.)
- Az atombomba robbantás akut következményei az emberi szervezetre. (Orvosi Hetilap, 1959, 3.)
- A csapat egészségügyi ellátásának problémái. (Katonai Szemle, 1959, 6.)
- Emlékezés dr. Rutich Jenőre. (Orvosi Hetilap, 1968, 36.)
- A tömeges sérültellátás alapvető elvei. (Orvosi Hetilap, 1968, 39.)
- A felszabadulás évfordulójára. (Orvosi Hetilap, 1969, 13.)
- Az egészségügyi felsőoktatás néhány alapvető vonása és a továbbfejlesztés irányai. Lukáts Jenővel. (Felsőoktatási Szemle, 1972, 4.)
- További gondolatok az orvosi etikáról. (Orvosi Hetilap, 1973, 13.)
- Kísérlet komplex gondozás bevezetésére hospitalizáció során. Többekkel. (Orvosi Hetilap, 1976, 7.)
- Az orvosképzés és továbbképzés hazai fejlődése és jövője. (Orvosi Hetilap, 1977, 7.)
- Búcsú Bakács Tibortól (1912–1977). (Orvosi Hetilap, 1977, 35.)
- Dr. János György 1914–1978. (Orvosi Hetilap, 1978, 51.)
- Ángyán János emlékezete. (Orvosi Hetilap, 1979, 46.)
- Diagnózis az életemről. Budapest, 1983

## Díjai, elismerései
- Munka Érdemrend arany fokozata (1969)
- Hőgyes Endre-emlékérem (1976)
- A Munka Vörös Zászló Érdemrendje (1977)[8]
- Magyar Népköztársaság Kardokkal Díszített Csillagrendje (1985)